# Poonsawat Kratingdaenggym
Poonsawat Kratingdaenggym, de son vrai nom Prakorb Udomna, est un boxeur thaïlandais né le 20 novembre 1980 à Sakon Nakhon.

## Carrière
Champion pan-asiatique PABA des poids coqs dès son 3e combat professionnel en 2001, il conserve 17 fois cette ceinture puis s'empare du titre de champion du monde poids coqs WBA par intérim en battant Ricardo Cordoba le 31 août 2005. Vainqueur ensuite de Leo Gamez, il perd aux points contre le champion régulier de la catégorie, Wladimir Sidorenko, l'année suivante et choisit de poursuivre sa carrière en super-coqs.
De la même manière, il remporte la ceinture PABA le 9 septembre 2006, la conserve 11 fois et remporte le titre WBA par intérim aux dépens de Rafael Hernandez le 30 avril 2009. Le 26 septembre, il bat Bernard Dunne et devient champion régulier (alors que dans le même temps Celestino Caballero est le super champion de cette catégorie) puis confirme ce succès en dominant aux points le japonais Satoshi Hosono le 11 janvier 2010 et Shoji Kimura par KO au 4e round le 20 mai 2010.